# Achenheim
Achenheim település Franciaországban, Bas-Rhin megyében. Lakosainak száma 2570 fő (2022. január 1.). Achenheim Breuschwickersheim, Hangenbieten, Holtzheim, Ittenheim és Oberschaeffolsheim községekkel határos.

## Népesség
A település népességének változása:
| Lakosok száma | 2001 | 2042 | 2110 | 2123 | 2145 | 2338 | 2437 | 2504 | 2570 |
|               | 2014 | 2015 | 2016 | 2017 | 2018 | 2019 | 2020 | 2021 | 2022 |